# Hypoatherina tsurugae
Hypoatherina tsurugae és una espècie de peix pertanyent a la família dels aterínids.

## Descripció
- Pot arribar a fer 15 cm de llargària màxima.
- 6-9 espines i 8-11 radis tous a l'aleta dorsal i 1 espina 10-13 radis tous a l'anal.
- L'anus és situat darrere dels extrems de les aletes pèlviques.
- Mandíbula inferior molt elevada a la zona posterior.[6][7]

## Alimentació
Menja zooplàncton.

## Hàbitat
És un peix marí, pelàgic-nerític i de clima temperat.

## Distribució geogràfica
Es troba al Pacífic nord-occidental: el sud del Japó i la península de Corea.

## Observacions
És inofensiu per als humans.